# Мята даурская
Мя́та дау́рская (лат. Méntha dahúrica) — многолетнее растение, вид рода Мята (Mentha) семейства Яснотковые (Lamiaceae).

## Ботаническое описание
Стебли высотой 15—60 см, простые, реже ветвистые, бороздчатые.
Листья продолговато-яйцевидные, 2—5 см длиной и 8—20 мм шириной, по краю пильчато-зубчатые или почти цельные, сверху и снизу голые.
Цветки в немногочисленных ложных мутовках, цветоносы 5—10 мм длиной, цветоножки 2—3 мм длиной, волосистые. Чашечка около 3 мм длиной, колокольчатая, 4—5-зубчатая, почти голая. Венчик лилового или сиреневого цвета, около 4 мм длиной, с волосистым зевом, верхняя губа двулопастная. Тычинки почти равные венчику, пыльники фиолетового цвета.
Плод — орешек, округлый или округло-яйцевидный, 0,75 мм длиной и 0,55 мм шириной, гладкие, коричневатые.

## Распространение
Распространена в северном Китае, северной Японии (о. Хоккайдо). В России встречается в Восточной Сибири и на Дальнем Востоке.
Растёт на заливных и суходольных лугах, среди осоко-разнотравных и вейниковых группировок, по берегам рек и озёр, в кустарниковых зарослях, по опушкам леса, на болотистых местах, на залежах.

## Значение и применение
Хороший медонос.

## Классификация

### Таксономия
Вид Мята даурская входит в род Мята (Mentha) семейства Яснотковые (Lamiaceae) порядка Ясноткоцветные (Lamiales).
|  |                                      |  |                                                             |                                                             |                      |  | ещё 21 семейство (согласно Системе APG II) | ещё 21 семейство (согласно Системе APG II) |                     |  |  |  | ещё около 25 видов |
|  |                                      |  |                                                             |                                                             |                      |  | ещё 21 семейство (согласно Системе APG II) | ещё 21 семейство (согласно Системе APG II) |                     |  |  |  | ещё около 25 видов |
|  |                                      |  |                                                             | порядок Ясноткоцветные                                      |                      |  |                                            |                                            | род Мята            |  |  |  |                    |
|  |                                      |  |                                                             | порядок Ясноткоцветные                                      |                      |  |                                            |                                            | род Мята            |  |  |  |                    |
|  | отдел Цветковые, или Покрытосеменные |  |                                                             |                                                             | семейство Яснотковые |  |                                            |                                            | вид Мята даурская   |  |  |  |                    |
|  | отдел Цветковые, или Покрытосеменные |  |                                                             |                                                             | семейство Яснотковые |  |                                            |                                            |                     |  |  |  |                    |
|  |                                      |  | ещё 44 порядка цветковых растений (согласно Системе APG II) | ещё 44 порядка цветковых растений (согласно Системе APG II) |                      |  |                                            | ещё около 210 родов                        | ещё около 210 родов |  |  |  |                    |
|  |                                      |  |                                                             | ещё 44 порядка цветковых растений (согласно Системе APG II) |                      |  |                                            |                                            | ещё около 210 родов |  |  |  |                    |